# Station Calais-Ville
Station Calais-Ville (Frans: Gare de Calais-Ville) is een spoorwegstation in Calais. Het station is gelegen aan de spoorlijn Boulogne-Ville - Calais-Maritime.